# IPad
iPad é um dispositivo pessoal semelhante ao Tablet projetada, desenvolvida e comercializada pela Apple, que funciona com o sistema operacional móvel iPadOS. O primeiro iPad foi lançado em 3 de abril de 2010; o modelo mais recente de iPad é o iPad Air, lançado em 2020. A interface gráfica foi projetada em torno da tela multi-toque do aparelho, incluindo um teclado virtual. Todos os iPads podem se conectar via Wi-Fi; alguns modelos também têm conectividade por dados móveis.
Até janeiro de 2015, a Apple vendeu mais de 250 milhões de iPads. Apesar de as vendas terem atingido um pico em 2013, ele é o segundo tipo de tablet mais popular, em termo de vendas, após os tablets Android.
Um iPad pode gravar vídeo, tirar fotos, reproduzir música, e realizar funções relacionadas à internet, como navegação e edição/envio de e-mail. Outras funções como jogos, consulta de dicionários e enciclopédia, navegação por GPS, redes sociais etc. podem ser ativadas por download e instalação de aplicativos. No período de março de 2016, a App Store contava com mais de um milhão de aplicativos para o iPad, feitos pela própria Apple e por terceiros.

## Lançamento no Brasil
No Brasil, o iPad foi lançado dia 30 de novembro de 2011. A sexta geração foi lançada no dia 14 de maio de 2018.

### Polêmica sobre o nome iPad
Na semana em que o iPad é lançado no Brasil, a empresa brasileira Transform, especializada em produtos para a área médica, entrou com uma ação contra as distribuidoras do aparelho no país, principalmente a Fast Shop; alegando ter a propriedade da marca iPad. O produto da Transform em questão é o desfibrilador i-PAD Fast, cujo registro de marca havia sido solicitado ao INPI (Instituto Nacional da Propriedade Industrial) no início de 2007, muito antes da solicitação da Apple, em 16 de julho de 2009. Em defesa, a Apple alega que o nome é semelhante ao nome iPod, de seu domínio.
Em 2011 a Apple venceu a batalha judicial, anulando o registro i-PAD da empresa brasileira Transform no INPI. Foi uma maneira diferente no agir da Apple, se comparado com sua atuação no exterior. Por lá, a Apple realizou acordos com a Cisco (para uso do nome iPhone) e com a Fujitsu (também pelo uso do nome iPad).

## Lançamento em Portugal
O iPad da primeira geração foi lançado em Portugal no dia 30 de novembro de 2011, o lançamento do iPad 2 aconteceu em 25 de março de 2011 em Portugal e o novo iPad foi lançado a 23 de março de 2012.

## iPad no ensino

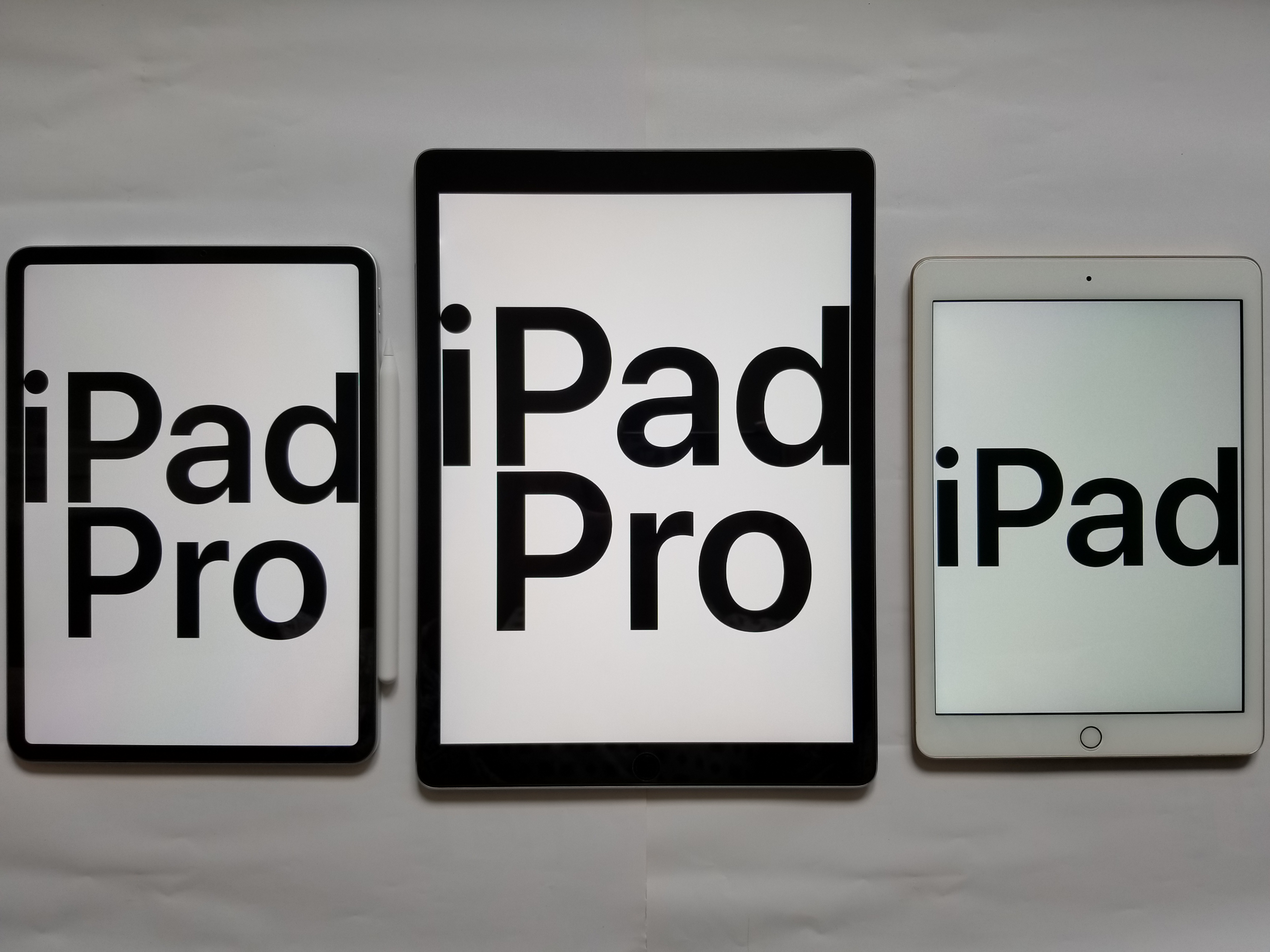
Da esquerda para a direita: iPad Pro (2018), iPad Pro (2017), iPad

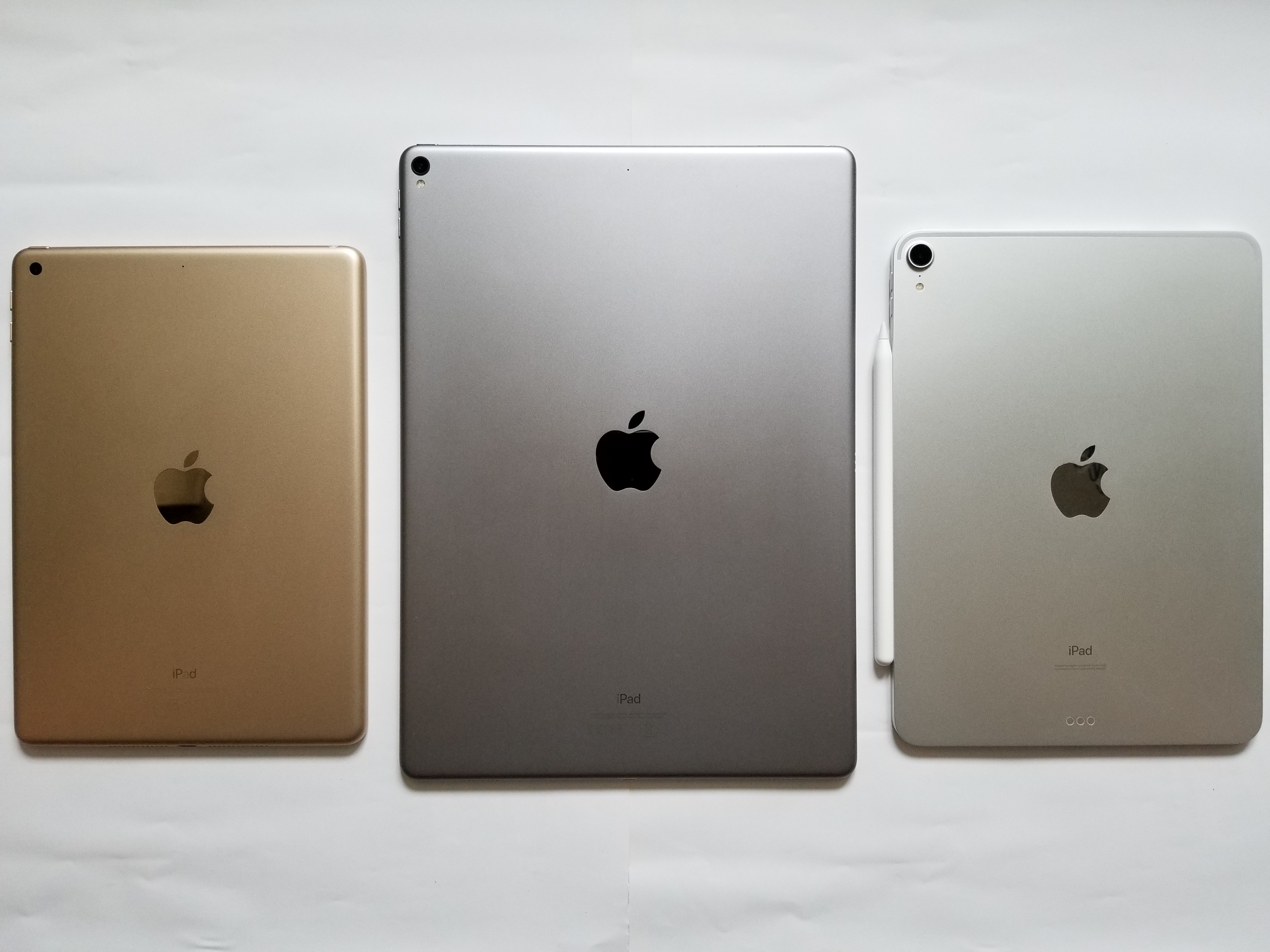
Da esquerda para a direita: iPad, iPad Pro (2017), iPad Pro (2018)

Em 2013 o governo de Andorra decide obrigar todos os alunos do ensino público a comprar um tablet Apple para uso escolar. O objetivo, em declarações feitas a imprensa andorrana, é evitar que alunos carreguem com livros pesados que prejudicam claramente a sua saúde, mesmo se num princípio o iPad não vai substituir completamente os livros. Sendo assim, Andorra transformou-se no primeiro pais da Europa em apostar no tablet como meio de ensino, deixando os computadores considerados pelo governo mais caros.
A decisão criou em seguida grande polémica no pequeno pais, pois nem todas as famílias têm recursos suficientes para pagar um tablet de preço elevado. Entre as críticas também há quem diga que o iPad é um material muito frágil em mãos de crianças que podem fazê-lo cair e estragar facilmente. Para acalmar a povoação, o governo assegurou que todas as famílias com dificuldades financeiras podem recorrer ao pagamento em prazos, que o tablete da Apple foi escolhida porque é a única no mercado em oferecer um espaço de ensino e pedagógico óptimo, e que o iPad permite controlar o aluno de maneira eficaz. Ou seja, evitar que tentem baixar aplicações que não tenham relação com as aulas.

## Especificações da 1.ª geração (2010)
| Físicas - 9,4 mm de largura - Peso: Wi-Fi: 680 g / Wi-Fi+3G: 730 g - 9,7 polegadas - Cor: Preto | Processador e memória - Chip de 1 GHz Apple A4 - Memória flash de 16, 32 ou 64 GB | Tela - 1024x768 pixeis de resolução |

| Comunicação - Bluetooth 2.1 + EDR - Wi-Fi - 802.11a/b/g/n - 3G (usando um GSM micro-SIM) - GPS assistido (apenas nos modelos 3G) | Sensores - Acelerômetro - Bússola - Luminosidade - Tela multitoque | Bateria - 10 horas de autonomia, 30 dias em modo stand-by |

## Especificações 2ª geração (2011)
| Físicas - 8.8 mm de largura - Peso: Wi-Fi: 601g / Wi-Fi+3G: 613g - 9.7 polegadas - Cores: Preta e Branca | Processador e memória - Chip Dual-Core 1Ghz Apple A5 - Memória flash de 16, 32 ou 64 GB | Tela - 1024x768 pixeis de resolução |

| Comunicação - Bluetooth 2.1 + EDR - Wi-Fi - 802.11a/b/g/n - 3G (usando um GSM micro-SIM) - GPS assistido (apenas nos modelos 3G) | Sensores - Acelerômetro - Bússola - Tela multitoque - Giroscópio | Bateria - 10 horas de autonomia, 1 mês em modo stand-by |

## Especificações 3ª geração (2012)
| Físicas - 9.4 mm de largura - Peso: Wi-Fi: 652g / Wi-Fi+4G: 662g | Processador e memória - Chip Apple A5X 1.0 GHz dual core com gráficos quad-core - Memória flash de 8,16 ou 32Gb | Tela - visor retina - Fingerprint resistente revestimento oleophobic - 2048×1536 pixeis de resolução com 264 dpi |

| Comunicação - Bluetooth 4 - Wi-Fi - 802.11a/b/g/n - 4G/3G (usando um micro-SIM) - GLONASS assistido | Sensores - Acelerômetro - Bússola - Tela multitoque - Giroscópio | Bateria - 10 horas de autonomia, 1 mês em modo stand-by |

## Especificações 4ª geração (2012)
| Físicas - 9.4 mm de largura - Peso: Wi-Fi: 652g / Wi-Fi+4G: 662g | Processador e memória - Apple A6X dual-core 1,4 GHz - Memória flash de 16, 32, 64Gb | Tela - visor retina - Fingerprint resistente revestimento oleophobic - 2048×1536 pixeis de resolução com 264 dpi |

| Comunicação - Bluetooth 4 - Wi-Fi - 802.11a/b/g/n - 4G/3G (usando um micro-SIM) - GLONASS assistido | Sensores - Acelerômetro - Bússola - Tela multitoque - Giroscópio | Bateria - 10 horas de autonomia, 1 mês em modo stand-by |

## Especificações iPad Air (2013)
| Físicas - 7.5 mm de largura - Peso: Wi-Fi: 469g | Processador e memória - Apple A7 com arquitetura de 64 bits e coprocessador de movimento Apple M7 - Memória flash de 16, 32gb | Tela - visor retina - Fingerprint resistente revestimento oleophobic - 2048×1536 pixeis de resolução com 264 dpi |

| Comunicação - Bluetooth 4 - Wi-Fi - 802.11a/b/g/n - 4G/3G (usando um nano-SIM) - GLONASS assistido | Sensores - Acelerômetro - Bússola - Tela multitoque - Giroscópio - Apple M7 | Bateria - 10 horas de autonomia, 1 mês em modo stand-by |

## Especificações iPad Air 2 (2014)
| Físicas - 6.1 mm de espessura - Peso: Wi-Fi: 437g | Processador e memória - Apple A8X com arquitetura de 64 bits e coprocessador de movimento Apple M8 - Memória flash de 16, 64 ou 128 GB | Tela - visor retina - Fingerprint resistente revestimento oleophobic - 2048×1536 pixeis de resolução com 264 dpi |

| Comunicação - Bluetooth 4.0 - Wi-Fi - 802.11a/b/g/n/ac - 4G/3G (usando um nano-SIM) - GLONASS assistido | Sensores - Acelerômetro - Bússola - Tela multitoque - Giroscópio - Touch ID - Apple M8 | Bateria - 10 horas de autonomia, 1 mês em modo stand-by |